# Deportivo Maipú
Club Deportivo Maipú – argentyński klub piłkarski z siedzibą w mieście Mendoza leżącym w prowincji Mendoza.

## Osiągnięcia
- Mistrz ligi prowincjonalnej Liga Mendocina de Fútbol (5): 1953, 1958, 1985/86, 2003 Clausura, 2003 Anual

## Historia
Klub powstał 16 grudnia 1927 roku w wyniku fuzji dwóch klubów - Sportivo Maipú (założony 13 sierpnia 1912 roku) i Pedal Club Maipú. W roku 1931 oddano do użytku stadion klubu Estadio Cruzado. W roku 1933 klub wygrał drugą ligę Liga Mendocina de Fútbol i awansował do ligi pierwszej. Pierwszą ligę udało się wygrać dopiero 20 lat po historycznym awansie - w roku 1953. Po zdobyciu  drugiego mistrzostwa lokalnej ligi w roku 1958 nadeszły chude lata i klub spadł do drugiej ligi, jednak w roku 1982 wygrał ją i powrócił do ligi pierwszej, by w sezonie 1985/86 wygrać lokalne mistrzostwo po raz trzeci. Ten triumf dał możliwość ubiegania się w ramach turnieju „Clasificatorio” o awans do drugiej ligi Primera B Nacional Argentina. Druga liga argentyńska, w której Deportivo Maipú zadebiutował w sezonie 1986/87, to był najwyższy poziom, jaki udało się osiągnąć w historii klubu. Obecnie klub gra w czwartej lidze argentyńskiej Torneo Argentino B.